# نمودار شئ

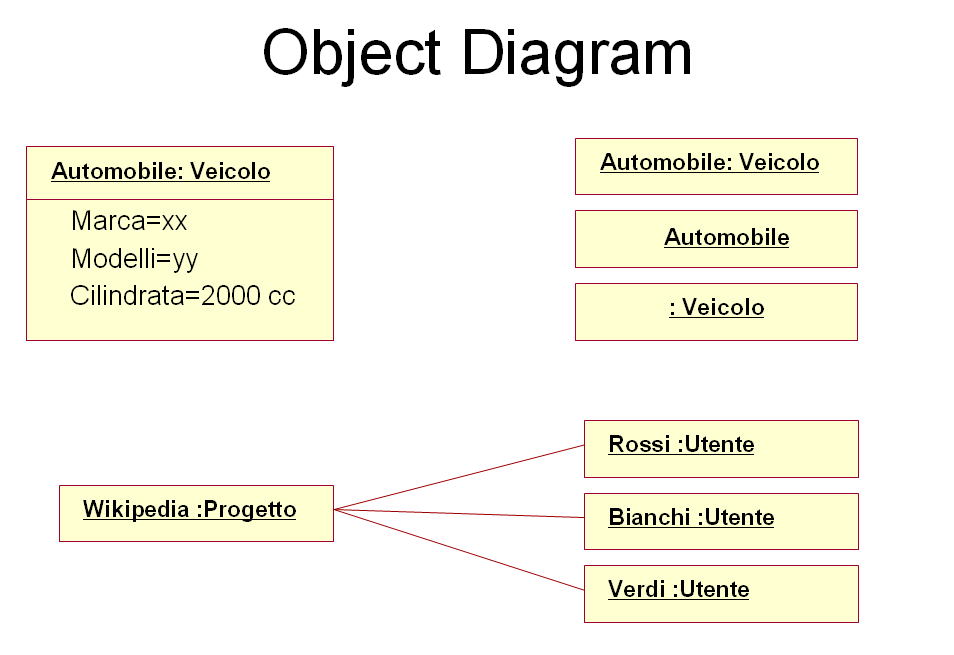
نمونه‌ای از نمودار شئ

نمودار شئ (انگلیسی: Object diagram) در زبان مدل‌سازی یکپارچه (UML) به نموداری اطلاق می‌شود، که نمایشی کامل یا جزئی از ساختار سیستم مدل‌سازی را در یک زمان خاص نشان می‌دهد. دیاگرام‌های شیء در فرایند مدل‌سازی یکپارچه، اغلب بر مجموعه خاصی از اشیاء، صفت‌ها و ارتباطات بین این موارد تمرکز می‌کند.